# Dyskografia Ice Cube’a
Poniżej została przedstawiona dyskografia amerykańskiego rapera i aktora – Ice Cube’a. Obejmuje ona wszystkie albumy Cube’a, teledyski oraz występy gościnne.

## Albumy

### Albumy studyjne
| Rok  | Informacje o albumie | Pozycja na listach | Pozycja na listach | Pozycja na listach | Certyfikacje                  |
| Rok  | Informacje o albumie | US                 | US R&B             | CAN                | Certyfikacje                  |
| ---- | --- | ------------------ | ------------------ | ------------------ | ----------------------------- |
| 1990 | AmeriKKKa’s Most Wanted - Wydany: 16 maja, 1990 - Wytwórnia: Priority - Format: CD, Kaseta magnetofonowa, LP                | 19                 | 6                  | —                  | - US: Platyna                 |
| 1991 | Death Certificate - Wydany: 29 października, 1991 - Wytwórnia: Priority - Format: CD, Kaseta magnetofonowa, LP              | 2                  | 1                  | —                  | - US: Platyna                 |
| 1992 | The Predator - Wydany: 17 listopada, 1992 - Wytwórnia: Priority - Format: CD, Kaseta magnetofonowa, LP                      | 1                  | 1                  | —                  | - US: 2x Platyna - UK: Srebro |
| 1993 | Lethal Injection - Wydany: 7 grudnia, 1993 - Wytwórnia: Priority - Format: CD, Kaseta magnetofonowa, LP                     | 5                  | 1                  | —                  | - US: Platyna                 |
| 1998 | War & Peace Vol. 1 (The War Disc) - Wydany: 17 listopada, 1998 - Wytwórnia: Priority - Format: CD, Kaseta magnetofonowa, LP | 7                  | 2                  | 13                 | - US: Platyna - CAN: Złoto    |
| 2000 | War & Peace Vol. 2 (The Peace Disc) - Wydany: 21 marca, 2000 - Wytwórnia: Priority - Format: CD, Kaseta magnetofonowa, LP   | 3                  | 1                  | 7                  | - US: Złoto - CAN: Złoto      |
| 2006 | Laugh Now, Cry Later - Wydany: 6 czerwca, 2006 - Wytwórnia: Lench Mob - Format: CD                                          | 4                  | 2                  | 9                  | - US: Złoto - CAN: Złoto      |
| 2008 | Raw Footage - Wydany: 19 sierpnia, 2008 - Wytwórnia: Lench Mob - Format: CD                                                 | 5                  | 1                  | 14                 |                               |
| 2010 | I Am the West - Wydany: 28 września, 2010 - Wytwórnia: Lench Mob - Format: CD                                               | 22                 | 7                  | 51                 |                               |
| 2018 | Everythang's Corrupt - Wydany: 7 grudnia, 2018 - Wytwórnia: Lench Mob / Interscope - Format: CD                             | 62                 | 27                 | 39                 | –                             |

### Mini albumy
| Rok                                                                                                  | Informacje o albumie | Pozycja na listach | Pozycja na listach | Certyfikacje |
| Rok                                                                                                  | Informacje o albumie | US                 | US R&B             | Certyfikacje |
| --- | -------------------- | ------------------ | ------------------ | ------------ |
| 1991                                                                                                 |                      |                    |                    |              |
| Kill at Will - Wydany: 1 stycznia, 1991 - Wytwórnia: Priority - Format: CD, Kaseta magnetofonowa, LP | 34                   | 5                  | - US: Platyna      |              |

### Kompilacje
| Rok  | Informacje o albumie                                                                                         | Pozycja na listach | Pozycja na listach | Certyfikacje |
| Rok  | Informacje o albumie                                                                                         | US                 | US R&B             | Certyfikacje |
| ---- | --- | ------------------ | ------------------ | ------------ |
| 1994 | Bootlegs & B-Sides - Wydany: 22 listopada, 1994 - Wytwórnia: Priority - Format: CD, Kaseta magnetofonowa, LP | 19                 | 3                  | - US: Złoto  |
| 1997 | Featuring…Ice Cube - Wydany: 16 grudnia, 1997 - Wytwórnia: Priority - Format: CD, Kaseta magnetofonowa       | 116                | 32                 |              |
| 2001 | Greatest Hits - Wydany: 4 grudnia, 2001 - Wytwórnia: Priority - Format: CD, Kaseta magnetofonowa, LP         | 54                 | 11                 |              |
| 2007 | In the Movies - Wydany: 4 września, 2007 - Wytwórnia: Priority - Format: CD                                  | 169                | 34                 |              |
| 2008 | The Essentials - Wydany: 16 września, 2008 - Wytwórnia: Priority - Format: CD                                | 195                | 50                 |              |

## Single
| 1990                           | "Who's the Mack?"                                                  | –   | –   | –  | –  | AmeriKKKa’s Most Wanted              |
| 1990                           | "AmeriKKKa’s Most Wanted"                                          | –   | –   | 1  | 76 | AmeriKKKa’s Most Wanted              |
| 1990                           | "Endangered Species (Tales from the Darkside)"                     | –   | –   | –  | –  | AmeriKKKa’s Most Wanted              |
| 1990                           | "Dead Homiez"                                                      | –   | –   | –  | –  | Kill at Will                         |
| 1990                           | "Jackin' for Beats"                                                | –   | –   | –  | –  | Kill at Will                         |
| 1991                           | "Steady Mobbin'"                                                   | –   | 30  | 3  | –  | Death Certificate                    |
| 1992                           | "True to the Game"                                                 | –   | 109 | –  | –  | Death Certificate                    |
| 1992                           | "Wicked"                                                           | 55  | 31  | 1  | 62 | The Predator                         |
| 1993                           | "It Was a Good Day"                                                | 15  | 7   | 1  | 27 | The Predator                         |
| 1993                           | "Check Yo Self" (featuring Das EFX)                                | 20  | 1   | 1  | 36 | The Predator                         |
| 1993                           | "Really Doe"                                                       | 54  | 30  | 3  | 66 | Lethal Injection                     |
| 1994                           | "You Know How We Do It"                                            | 30  | 21  | 5  | 41 | Lethal Injection                     |
| 1994                           | "Bop Gun (One Nation)" (featuring George Clinton)                  | 23  | 37  | 6  | 22 | Lethal Injection                     |
| 1994                           | "Natural Born Killaz" (z Dr. Dre)                                  | 95  | –   | –  | 45 | Murder Was the Case OST              |
| 1995                           | "What Can I Do?"                                                   | –   | 44  | –  | –  | Bootlegs & B-Sides                   |
| 1995                           | "Friday"                                                           | —   | 71  | –  | –  | Friday OST                           |
| 1997                           | "The World Is Mine"                                                | 107 | 55  | 39 | 60 | Dangerous Ground OST                 |
| 1997                           | "Men of Steel" (z Shaquille O’Neal, B-Real, Peter Gunz, & KRS-One) | 82  | 53  | 10 | –  | Steel OST                            |
| 1998                           | "We Be Clubbin'"                                                   | 56  | 11  | –  | –  | The Players Club OST                 |
| 1998                           | "Pushin' Weight" (featuring Mr. Short Khop)                        | 26  | 12  | 1  | –  | War & Peace, Vol. 1 (The War Disc)   |
| 1998                           | "Fuck Dying" (featuring Korn)                                      | –   | –   | –  | –  | War & Peace, Vol. 1 (The War Disc)   |
| 1999                           | "You Can Do It" (featuring Mack 10 & Ms. Toi)                      | 35  | 14  | 2  | 2  | War & Peace, Vol. 2 (The Peace Disc) |
| 2000                           | "Hello" (featuring Dr. Dre & MC Ren)                               | –   | 50  | –  | –  | War & Peace, Vol. 2 (The Peace Disc) |
| 2000                           | "Until We Rich" (featuring Krayzie Bone)                           | –   | 50  | –  | –  | War & Peace, Vol. 2 (The Peace Disc) |
| 2001                           | "$100 Bill Y'all"                                                  | –   | 67  | –  | –  | Greatest Hits                        |
| 2001                           | "In the Late Night Hour" (featuring Pusha T)                       | –   | –   | –  | –  | Greatest Hits                        |
| 2006                           | "Chrome & Paint" (featuring WC)                                    | –   | –   | –  | –  | Laugh Now, Cry Later                 |
| 2006                           | "Why We Thugs"                                                     | 92  | 110 | –  | –  | Laugh Now, Cry Later                 |
| 2006                           | "Go to Church" (featuring Snoop Dogg & Lil Jon)                    | 121 | 67  | 25 | –  | Laugh Now, Cry Later                 |
| 2008                           | "Gangsta Rap Made Me Do It"                                        | —   | 91  | —  | —  | Raw Footage                          |
| 2008                           | "Do Ya Thang"                                                      | 115 | —   | —  | —  | Raw Footage                          |
| 2008                           | "Why Me?" (featuring Musiq Soulchild)                              | —   | —   | —  | —  | Raw Footage                          |
| 2010                           | "I Rep That West" (featuring JIGG)                                 | —   | —   | —  | —  | I Am the West                        |
| 2010                           | "Drink the Kool-Aid"                                               | —   | —   | —  | —  | I Am the West                        |
| 2010                           | "She Couldn’t Make It on Her Own"                                  | —   | —   | —  | —  | I Am the West                        |
| "–" Pozycja nie była notowana. |                                                                    |     |     |    |    |                                      |

## Występy gościnne
| Rok  | Utwór                                           | Artysta                                                                                  | Album                                     |
| ---- | ----------------------------------------------- | ---------------------------------------------------------------------------------------- | ----------------------------------------- |
| 1989 | "The Grand Finale"                              | The D.O.C. featuring Ice Cube, MC Ren & Eazy-E                                           | No One Can Do It Better                   |
| 1990 | "Burn Hollywood Burn"                           | Public Enemy featuring Ice Cube, & Big Daddy Kane                                        | Fear of a Black Planet                    |
| 1990 | "Played Like a Piano"                           | King Tee featuring Ice Cube                                                              | At Your Own Risk                          |
| 1991 | "Ain’t Nuthin’ But a Word to Me"                | Too $hort featuring Ice Cube                                                             | Short Dog's in the House                  |
| 1991 | "You Can't Play with My Yo-Yo"                  | Yo-Yo featuring Ice Cube                                                                 | Make Way for the Motherlode               |
| 1991 | "What Can I Do?"                                | Yo-Yo featuring Ice Cube                                                                 | Make Way for the Motherlode               |
| 1991 | "Hoodz Come in Dozens"                          | Del tha Funkee Homosapien featuring Ice Cube                                             | I Wish My Brother George Was Here         |
| 1992 | "Two to the Head"                               | Kool G Rap featuring Ice Cube, Scarface, & Bushwick Bill                                 | Live and Let Die                          |
| 1992 | "Killing Me Softly: The Deadly Code of Silence" | Sister Souljah featuring Ice Cube                                                        | 360 Degrees of Power                      |
| 1993 | "The Ill Shit"                                  | Erick Sermon featuring Ice Cube & Kam                                                    | No Pressure                               |
| 1993 | "A Hoe B-4 tha Homie"                           | King Tee featuring Ice Cube                                                              | Tha Triflin' Album                        |
| 1993 | "Watts Riot"                                    | Kam featuring Ice Cube                                                                   | Neva Again                                |
| 1993 | "Last Wordz"                                    | 2Pac featuring Ice Cube & Ice-T                                                          | Strictly 4 My N.I.G.G.A.Z.                |
| 1993 | "The Boonie and Clyde Theme"                    | Yo-Yo featuring Ice Cube                                                                 | You Better Ask Somebody                   |
| 1994 | "Natural Born Killaz"                           | Ice Cube & Dr. Dre                                                                       | Murder Was the Case                       |
| 1994 | "Level-N-Service"                               | Anotha Level featuring Ice Cube                                                          | On Anotha Level                           |
| 1994 | "Thought I Saw a Pussy Cat"                     | K-Dee featuring Ice Cube & Bootsy Collins                                                | Ass, Gas, or Cash (No One Rides for Free) |
| 1994 | "Hand of the Dead Body"                         | Scarface featuring Ice Cube & Devin the Dude                                             | The Diary                                 |
| 1994 | "Play Witcha Mama"                              | Willie D featuring Ice Cube                                                              | Play Witcha Mama                          |
| 1994 | "Sticka"                                        | Terminator X featuring Chuck D, Ice Cube, Ice-T & MC Lyte                                | Super Bad                                 |
| 1995 | "West Up!"                                      | WC and the Maad Circle featuring Mack 10 & Ice Cube                                      | Curb Servin’                              |
| 1995 | "Foe Life"                                      | Mack 10 featuring Ice Cube                                                               | Mack 10                                   |
| 1995 | "10 Million Ways"                               | Mack 10 featuring Ice Cube                                                               | Mack 10                                   |
| 1995 | "Westside Slaughterhouse"                       | Mack 10 featuring Ice Cube & WC                                                          | Mack 10                                   |
| 1996 | "Bonnie and Clyde II"                           | Yo-Yo featuring Ice Cube                                                                 | Total Control                             |
| 1996 | "Wicked Wayz"                                   | Mr. Mike featuring Ice Cube                                                              | Wicked Wayz                               |
| 1997 | "Big Thangs"                                    | Ant Banks featuring Ice Cube & Too Short                                                 | Big Thangs                                |
| 1997 | "I'm Afraid of Americans"                       | David Bowie featuring Ice Cube                                                           | single                                    |
| 1997 | "Legal Paper"                                   | Ice Cube                                                                                 | The Lawhouse Experience                   |
| 1997 | "The Guppies"                                   | Mack 10 featuring Ice Cube                                                               | Based on a True Story                     |
| 1997 | "Only in California"                            | Mack 10 featuring Ice Cube & Snoop Dogg                                                  | Based on a True Story                     |
| 1997 | "Earthquake"                                    | E-A-Ski featuring Ice Cube                                                               | Showdown (EP)                             |
| 1997 | "Game Over"                                     | Scarface featuring Dr. Dre, Ice Cube & Too Short                                         | The Untouchable                           |
| 1997 | "Bangin'"                                       | Master P featuring Ice Cube, Mack 10 & WC                                                | West Coast Bad Boyz II                    |
| 1998 | "Dopest on tha Planet"                          | Allfrumtha I featuring Ice Cube & Mack 10                                                | Allfrumtha I                              |
| 1998 | "Children of the Korn"                          | KoRn featuring Ice Cube                                                                  | Follow the Leader                         |
| 1998 | "The Geto"                                      | Scarface featuring Ice Cube, Willie D & K.B.                                             | My Homies                                 |
| 1998 | "Ghetto Horror Show"                            | Mack 10 featuring Ice Cube & Jayo Felony                                                 | The Recipe                                |
| 1998 | "Should I Stay or Should I Go"                  | Mack 10 featuring Ice Cube & KoRn                                                        | The Recipe                                |
| 1998 | "Comin' After You"                              | MC Ren featuring Ice Cube                                                                | Ruthless for Life                         |
| 1998 | "Can't Hold Back"                               | WC featuring Ice Cube                                                                    | The Shadiest One                          |
| 1998 | "Like That"                                     | WC featuring Ice Cube, Daz Dillinger & CJ Mac                                            | The Shadiest One                          |
| 1998 | "Cheddar"                                       | WC featuring Ice Cube & Mack 10                                                          | The Shadiest One                          |
| 1998 | "J.A.Y.O. – Justice Against Y'all Oppressors"   | Jayo Felony featuring Ice Cube & E-40                                                    | Whatcha Gonna Do?                         |
| 1998 | "You Know I'm a Hoe"                            | Ice Cube & Master P                                                                      | The Players Club soundtrack               |
| 1999 | "NYPD"                                          | Chris Rock featuring Ice Cube & Horatio Sanz                                             | Bigger & Blacker                          |
| 1999 | "If I Should Die Before I Wake"                 | The Notorious B.I.G. featuring Ice Cube, Beanie Sigel & Black Rob                        | Born Again                                |
| 1999 | "Murderfest 99"                                 | Road Dawgs featuring Boo Kapone, Ice Cube, MC Eiht, Mack 10 & Boobie                     | Don't Be Saprize                          |
| 1999 | "You Ain’t Know"                                | Road Dawgs featuring Ice Cube, Mack 10, Young Pretty & Q.S.-Bandit                       | Don't Be Saprize                          |
| 1999 | "III: Tha Hood Way"                             | MC Eiht featuring Ice Cube & Mack 10                                                     | Section 8                                 |
| 2000 | "Set It Off"                                    | Snoop Dogg featuring MC Ren, The Lady of Rage, Nate Dogg & Ice Cube                      | Tha Last Meal                             |
| 2000 | "Behind Gates"                                  | E-40 featuring Ice Cube                                                                  | Loyalty and Betrayal                      |
| 2000 | "Nobody"                                        | Mack 10 featuring Ice Cube, WC & Timbaland                                               | The Paper Route                           |
| 2000 | "Tha Weekend"                                   | Mack 10 featuring Ice Cube & Techniec                                                    | The Paper Route                           |
| 2001 | "Connected For Life"                            | Mack 10 featuring Ice Cube, WC & Butch Cassidy                                           | Bang or Ball                              |
| 2001 | "Short Khop & the Brain"                        | Mr. Short Khop featuring Ice Cube                                                        | Da Khop Shop                              |
| 2001 | "Flashbacks"                                    | Mr. Short Khop featuring Ice Cube                                                        | Da Khop Shop                              |
| 2001 | "My Loved One" (Remix)                          | Mr. Short Khop featuring Ice Cube                                                        | Da Khop Shop                              |
| 2001 | "One Way to Win"                                | Mr. Short Khop featuring Ice Cube & Mack 10                                              | Da Khop Shop                              |
| 2002 | "Get Em Up"                                     | Paul Oakenfold featuring Ice Cube                                                        | Bunkka                                    |
| 2002 | "Walk"                                          | WC featuring Ice Cube & Mack 10                                                          | Ghetto Heisman                            |
| 2002 | "Wanna Ride"                                    | WC featuring Ice Cube & MC Ren                                                           | Ghetto Heisman                            |
| 2002 | "What You Gone Do?"                             | Mack 10 featuring Ice Cube                                                               | Da Hood                                   |
| 2003 | "The Shit"                                      | The D.O.C. featuring MC Ren, Six Two, Ice Cube & Snoop Dogg                              | Deuce                                     |
| 2003 | "Lights Out"                                    | Mack 10 featuring Ice Cube, WC & Knoc-turn’al                                            | Ghetto Gutter & Gangsta                   |
| 2004 | "Real Nigga Roll Call"                          | Lil Jon & The Eastside Boyz featuring Ice Cube                                           | Crunk Juice                               |
| 2004 | "Grand Finale"                                  | Lil Jon & The Eastside Boyz featuring Bun B, Jadakiss, Nas, T.I. & Ice Cube              | Crunk Juice                               |
| 2006 | "L.A.X"                                         | Snoop Dogg featuring Ice Cube                                                            | The Blue Carpet Treatment                 |
| 2006 | "My Lowrider"                                   | The Game featuring Paul Wall, WC, E-40, Chingy, Techniec, Crooked I, Lil' Rob & Ice Cube | Stop Snitchin' Stop Lyin'                 |
| 2007 | "This Is Los Angeles"                           | WC featuring Ice Cube                                                                    | Guilty by Affiliation                     |
| 2007 | "Paranoid"                                      | WC featuring Ice Cube                                                                    | Guilty by Affiliation                     |
| 2007 | "Guilty by Affiliation"                         | WC featuring Ice Cube                                                                    | Guilty by Affiliation                     |
| 2007 | "Keep It 100"                                   | WC featuring Ice Cube                                                                    | Guilty by Affiliation                     |
| 2007 | "If You See a Bad Bitch"                        | WC featuring Ice Cube                                                                    | Guilty by Affiliation                     |
| 2007 | "Look at Me"                                    | WC featuring Ice Cube                                                                    | Guilty by Affiliation                     |
| 2007 | "80's Babies"                                   | WC featuring Ice Cube                                                                    | Guilty by Affiliation                     |
| 2007 | "Addicted to It"                                | WC featuring Ice Cube                                                                    | Guilty by Affiliation                     |
| 2008 | "Let it Fly"                                    | Trick-Trick featuring Ice Cube                                                           | The Villain                               |
| 2008 | "Blackboy"                                      | Tech N9ne featuring Brother J, Ice Cube & Krizz Kaliko                                   | Killer                                    |
| 2008 | "State of Emergency"                            | The Game featuring Ice Cube                                                              | L.A.X.                                    |
| 2009 | "Killas"                                        | Lil Jon featuring The Game & Ice Cube                                                    | Crunk Rock                                |
| 2010 | "Blasten!!!"                                    | Snoop Dogg featuring Ice Cube                                                            | I Wanna Rock Mixtape                      |

## Teledyski
| Rok  | Tytuł                                  | Reżyser                  |
| ---- | -------------------------------------- | ------------------------ |
| 1990 | "Who's the Mack?"                      |                          |
| 1990 | "Dead Homiez"                          | Eric Meza                |
| 1990 | "Jackin' For Beats"                    |                          |
| 1991 | "True to the Game"                     |                          |
| 1991 | "Steady Mobbin'"                       |                          |
| 1992 | "Wicked"                               | Marcus Raboy             |
| 1992 | "Trespass"                             |                          |
| 1993 | "It Was a Good Day"                    | F. Gary Gray             |
| 1993 | "Check Yo Self"                        | F. Gary Gray             |
| 1993 | "Really Doe"                           |                          |
| 1993 | "What Can I Do?"                       |                          |
| 1994 | "You Know How We Do It"                | Marcus Raboy             |
| 1994 | "Bop Gun (One Nation)"                 | Cameron Casey            |
| 1994 | "Lil Ass Gee"                          |                          |
| 1994 | "Natural Born Killaz"                  | F. Gary Gray             |
| 1995 | "Friday"                               | Ice Cube                 |
| 1998 | "Fuck Dyin'"                           | Gregory Dark             |
| 1998 | "Pushin' Weight"                       | Gregory Dark             |
| 1998 | "We Be Clubbin"                        | Paul Hunter              |
| 1998 | "We Be Clubbin (Remix, featuring DMX)" | Gregory Dark             |
| 1999 | "Hello"                                | Phillip Atwell           |
| 1999 | "You Can Do It"                        | Little X & Cameron Casey |
| 2000 | "Until We Rich"                        | Cameron Casey & Little X |
| 2006 | "Why We Thugs"                         | Marcus Raboy             |
| 2006 | "Chrome and Paint"                     |                          |
| 2006 | "Go to Church"                         | Marcus Raboy             |
| 2006 | "Race Card"                            | Marcus Raboy             |
| 2007 | "Spittin' Pollaseeds"                  |                          |
| 2008 | "Gangsta Rap Made Me Do It"            |                          |
| 2008 | "Do Ya Thang"                          |                          |
| 2008 | "Why Me?"                              |                          |
| 2009 | "I Got My Locs On"                     |                          |
| 2010 | "I Rep That West"                      | Gabriel Hart             |

### Gościnnie w teledysku
| Rok  | Tytuł                             | Artysta                     | Reżyser                  |
| ---- | --------------------------------- | --------------------------- | ------------------------ |
| 1988 | Straight Outta Compton            | N.W.A                       | Rupert Wainwright        |
| 1988 | Express Yourself                  | N.W.A                       | Rupert Wainwright        |
| 1991 | You Can't Play With My Yo-Yo      | Yo-Yo                       |                          |
| 1992 | Guerillas in tha Mist             | Da Lench Mob                |                          |
| 1992 | Freedom Got an AK                 | Da Lench Mob                |                          |
| 1994 | Chocolate City                    | Da Lench Mob                |                          |
| 1994 | Goin' Bananas                     | Da Lench Mob                |                          |
| 1994 | Thought I Saw a Pussycat          | K-Dee                       |                          |
| 1994 | Hand of the Dead Body             | Scarface                    | Joseph Kahn              |
| 1994 | West Up!                          | WC and the Maad Circle      | Skinny B                 |
| 1995 | What You Wanna Do?                | Kausion                     |                          |
| 1995 | Westside Slaughterhouse           | Mack 10                     |                          |
| 1996 | Bow Down                          | Westside Connection         |                          |
| 1996 | Gangsta's Make the World Go Round | Westside Connection         | Michael Martin           |
| 1996 | Men of Steel                      | Shaquille O’Neal            |                          |
| 1996 | Hoo-Bangin                        | Mack 10                     | Rubin Whitmore II        |
| 1997 | Burn Hollywood Burn               | Public Enemy                |                          |
| 1998 | Cheddar                           | WC                          | Nick Quested             |
| 1999 | Let It Reign                      | Westside Connection         | Aaron Courseault         |
| 2000 | Behind Gates                      | E-40                        |                          |
| 2000 | Until We Rich                     | Krayzie Bone                | Cameron Casey & Little X |
| 2000 | Live From L.A.                    | Snoop Dogg & Xzibit         |                          |
| 2001 | Connected foe Life                | Mack 10                     | Bille Woodruff           |
| 2003 | Terrorist Threats                 | Westside Connection         |                          |
| 2003 | Gangsta Nation                    | Westside Connection         |                          |
| 2004 | Real Nigga Roll Call              | Lil Jon & the Eastside Boyz | David Meyers             |
| 2005 | Get U Down                        | Warren G                    | Paul Hunter              |
| 2008 | "Let It Fly"                      | Trick-Trick & Lil Jon       |                          |

### Gościnnie w teledysku jako statysta
| Rok  | Tytuł                       | Artysta               | Producent                            |
| ---- | --------------------------- | --------------------- | ------------------------------------ |
| 1988 | Eazy-Er Said Than Dunn      | Eazy-E                | John Lloyd Miller                    |
| 1988 | We Want Eazy                | Eazy-E                | John Lloyd Miller                    |
| 1989 | It's Funky Enough           | The D.O.C.            |                                      |
| 1989 | The Big Payback             | EPMD                  |                                      |
| 1990 | At Your Own Risk            | King Tee              |                                      |
| 1991 | Growin' Up In The Hood      | Compton’s Most Wanted | John Singleton                       |
| 1991 | How I Could Just Kill A Man | Cypress Hill          | David Perez Shadi                    |
| 1991 | Ain’t a Damn Thang Changed  | WC                    | WC and the Maad Circle, Chilly Chill |
| 1993 | Let Me Ride                 | Dr. Dre               | Dr. Dre                              |
| 1995 | Keep Their Heads Ringin'    | Dr. Dre               |                                      |
| 1995 | Land Of The Skanless'       | Kausion               |                                      |
| 2001 | Bad Boy for Life            | P. Diddy              | Chris Robinson                       |
| 2002 | The Streets                 | WC                    | Scott Storch                         |
| 2004 | Soldier                     | Destiny’s Child       | Ray Kay                              |
| 2006 | Cali Iz Active              | Tha Dogg Pound        |                                      |
| 2008 | Who Dat                     | Young Jeezy           |                                      |
| 2008 | Game's Pain                 | The Game              |                                      |